# 名古屋美人

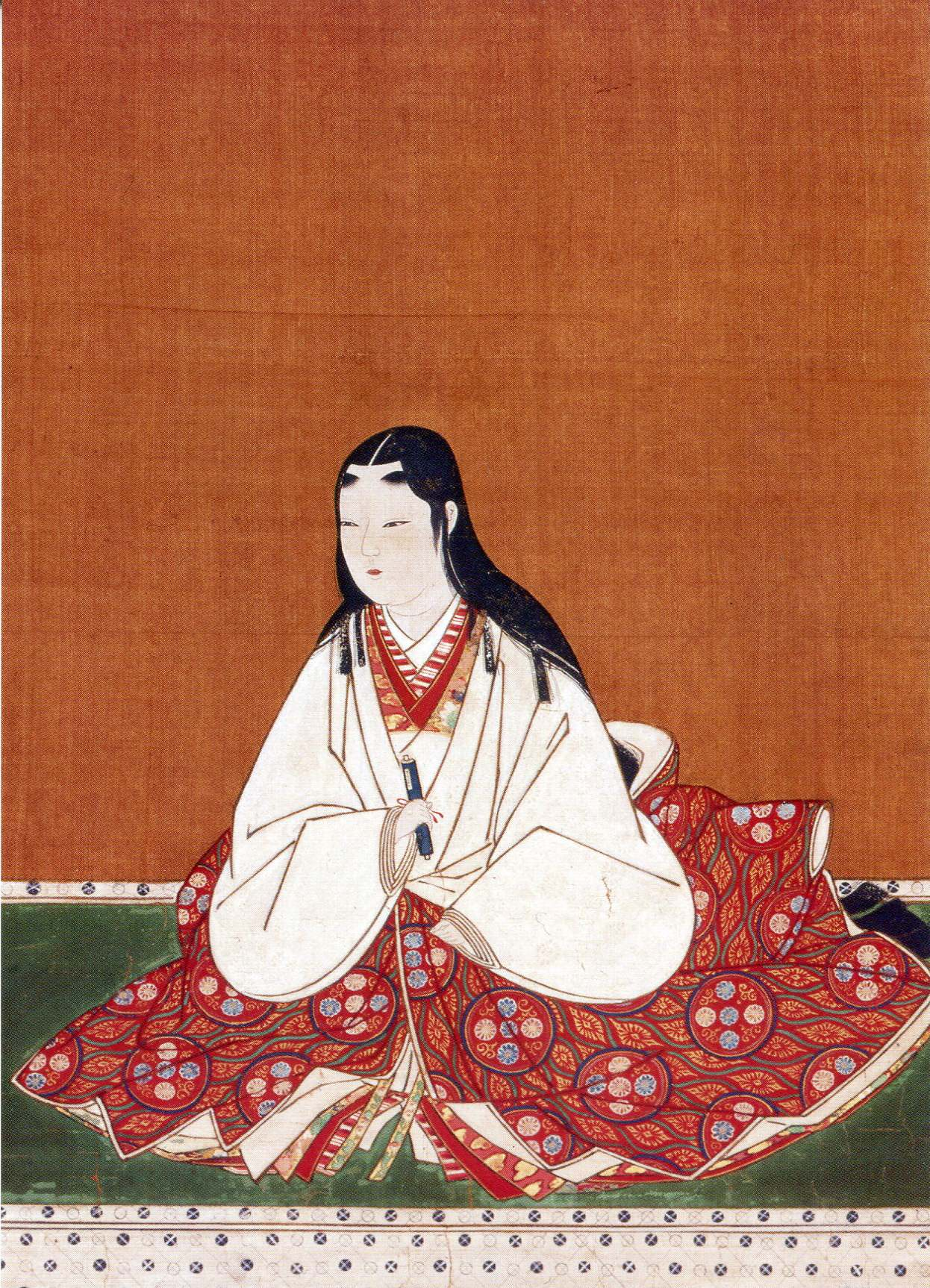
お市の方

名古屋美人（なごやびじん）とは、愛知県名古屋市出身の美人を指す。
明治、大正、昭和にかけて、日本を代表する美人 であった。特に明治、大正期には日本一の美人の産地として絶賛された。一方、1980年代には一部週刊誌によって名古屋不美人という言葉が作られている。

## 歴史

### 古代
名古屋美人の歴史は古く、日本武尊の妃だった宮簀媛まで遡る。さらに歴史は遡るが孝昭天皇の妃、世襲足媛。崇神天皇の妃、大海媛。継体天皇の妃、目子媛なども挙げられ、二千年近い歴史を持つ。
古代より美人の産地であることを利用した尾張氏は、権力者だった皇室へ娘たちを后として送りこんでいる。
名古屋美人の歴史の中でも、有名な人物はお市の方 である。絶世の美女、戦国一の美女など賞賛は尽きない。また、名古屋から少し離れるが、他にも江島生島事件の絵島や、「唐人お吉」こと、斎藤きちも広義の名古屋美人である。

### 江戸時代

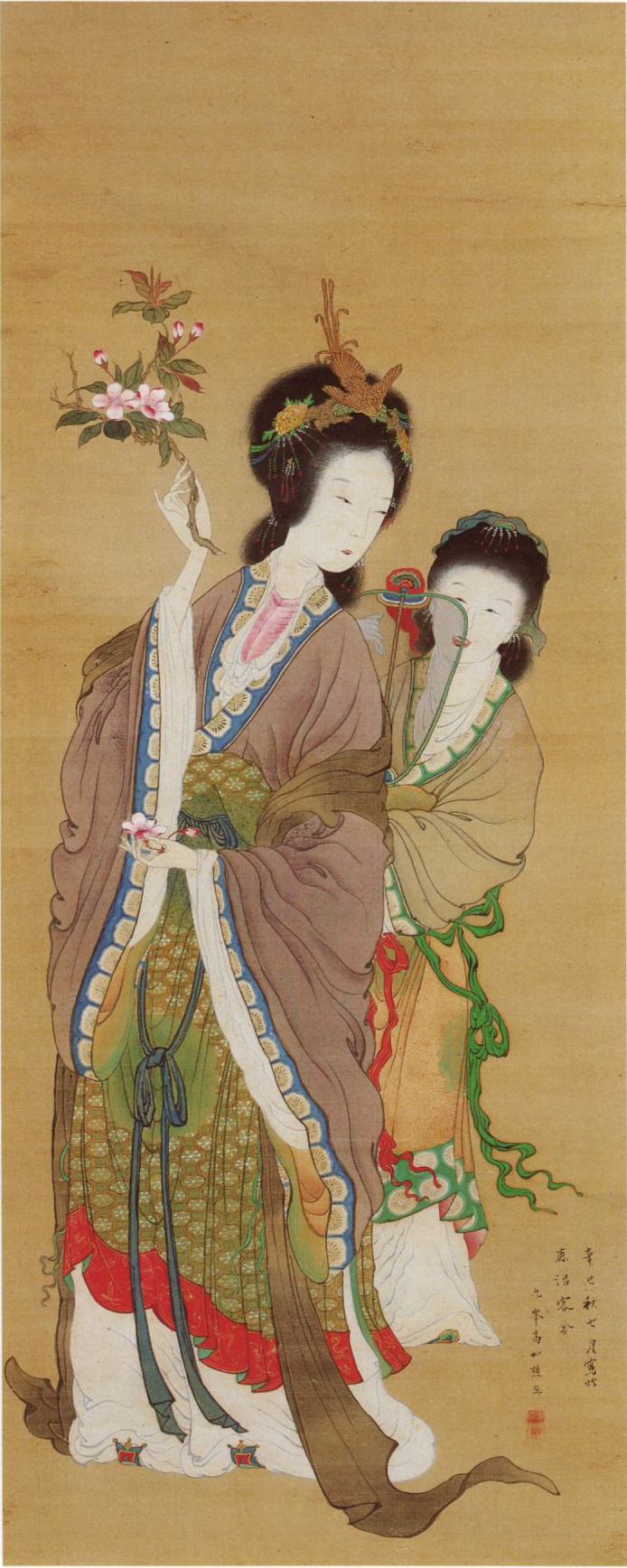
金仁謙は名古屋美人の前では楊貴妃さえも色あせると云った

熱田神宮がある名古屋は古代から格式のある地域だったが、軍事的には強固な場所ではなかった。名古屋を「大坂（大阪）への征西、後方の兵站地、西方勢力東侵の前線防御地として重大視」 した徳川家康は、徳川御三家の筆頭の地と定めると同時に、自らが名古屋に足を運んだ。そして緻密な「軍事計画」 の下、名古屋城と名古屋の街を作り上げたことで、江戸時代の名古屋は、名古屋城下に他地域の人間が簡単に入り込めないようになっていた。

### 明治、大正、昭和初期
明治、大正、昭和初期になると名古屋美人に対する大絶賛の時代がやってくる。
名古屋美人の名声の高まりは「近代史」 の中で起った。鎖国が解かれ、線路が敷設され鉄道網が作られ、人の往来が自由になると、名古屋は「美人の街として評判」 になった。「美人の産地として有名な名古屋」「昔から名古屋は美人が多いとされている」「名古屋美人と言われている程だから、事実美人の多いことに間違いはない」など、その名声は、秋田美人、新潟美人、京美人を上回った。
名古屋美人のブランド力が優位なものになると、名古屋以外の出身の女性も名古屋出身だと詐称するようになった。詐称した女性の半分程度が岐阜の出身で、大垣 の出身者が多かったという。
テレビも無く映画も草創期だった、明治、大正、昭和初期の美人の基準は芸者だった。名古屋美人は芸者の世界も圧倒した。日本全国の花街が名古屋の娘を求め、僅か1年の間に全国に散った名古屋出身の娘は3千5百人程度に達した。しかも、その統計は紹介屋によって登録されたものだけで、未登録の娘は入っていない。
東京の花柳界も名古屋の女性に席巻されていた。まず二人の美人芸者が、名古屋から東京の花柳界に送りこまれた。東京の花柳界へも「美貌」 の女性が次々と集められ送りこまれていく。それは東京の芸者を駆逐していき、やがて東京の花柳界の女性の六割程度が名古屋出身者になった。東京の花柳界では名古屋弁が隆盛をきわめ、名古屋弁が名古屋美人の証として使われていた。
明治、大正期の有名な美人芸者は名古屋出身だった。明治時代の美人論者の一人である青柳有美は、東京の花柳界は名古屋女性の天下になっていると言っている。
永井荷風は「新橋（しんばし）第一流の名花と世に持囃（もてはや）される名古屋種（なごやだね）の美人」と書いた。
名古屋美人は軽々しく論ずべきテーマではなかった。『中央公論』は 名古屋美人を論ずる青柳有美の為に、56ページもの紙数を与えた。それは原稿用紙で130枚近くになった。
他の美人論者たちも名古屋美人について論じ、「美形」、「美貌」、「綺麗首」、「中京美人」、などと表現した。その表現の基底に流れているものは名古屋が圧倒的な美人の産地 として認識されている事実だった。
『婦人世界』は「美人ぞろいの名古屋の婦人」という一文を載せ、美人の産地として有名な名古屋…名古屋は美人が多いだけでなく、名古屋の娘はそれぞれのレベルが高く、玉石混淆の東京とは違うと論じた。
名古屋美人の名声が圧倒的なものになると、それを批判するものもいた が、名古屋の女性が美人である事は否定しなかった。名古屋は美人の産地だが、名古屋の女性を美人という観点からのみ理解する事は間違いだと指摘する者もいた。
その名声が日本全国を席巻していた時代に、3人の有名な名古屋美人が登場する。「芸所名古屋」が生んだ西川嘉義と豊竹呂昇、公爵夫人の桂可那子である。
西川嘉義 は「日本舞踊」名古屋西川流の名手で、東京音楽学校（現・東京芸術大学）に招かれて舞った。また大阪の遊廓に招かれて舞踊の師匠になり、その名声は「東京・名古屋・大阪の三都」 にわたった。
もう一人は豊竹呂昇 である。豊竹呂昇の妖艶な美貌と美声を長谷川時雨は絶賛している。呂昇は寄席芸だった娘義太夫、後に女義太夫と呼ばれることになるその芸を、美貌と美声で庶民だけでなく、当時の上流階級まで巻き込んで熱狂させた。
長谷川時雨によると、著名な貴族、実業家、政界の要人たちが、呂昇の支持者や後援者となり、その美貌と美声を絶賛したという。長谷川時雨が呂昇の芸に接した頃、呂昇は三十代なかばを過ぎていたが、後援者は彼女が若返っていくと賞賛し、長谷川時雨も同じ感想を漏らしている。
明治43年5月に東京の3つの雑誌社が共同で刊行した雑誌『名古屋大共進会紀念画報』の表紙には金鯱の上に一人の女性が座っていた。桂太郎の妻であり公爵夫人の桂可那子である。
キャプションには「名古屋の二大名物 　云う迄もなく金鯱に美人」と記されており、名古屋美人という必要もなく名古屋と聞けば、人々は「反射的」に「圧倒的な美人の産出地」をイメージ した。

## 名古屋不美人説
名古屋不美人説は、1980年代に作られた。名古屋の女性を中傷するこの記事は、一部週刊誌によって流布された。それは、不美人が多い都市を週刊誌が勝手に決めてやろうとランク付けにしたランキング企画の記事によって1位が仙台、2位が水戸、3位が名古屋だから、この3都市が「日本三大ブス都市」と決めつけ、不美人の理由も根拠のない理由で名古屋や名古屋以外の都市の女性も中傷していた。。以降も一部の男性週刊誌などによって、他の都市の女性と共に名古屋の女性に対する中傷記事は続いていく。2014年、日本テレビ系列のバラエティ番組　月曜から夜ふかしのコーナーで「日本三大ブスの一角問題」として取り上げられ、名古屋在住市民の肯定的なインタビューが紹介された。この説について、県民性研究の第一人者で（株）ナンバーワン戦略研究所所長の矢野新一は「排他的な土地柄のため、身近なところで上手くパートナーを見つけることを繰り返してきたために美人が少ない」と分析している。名古屋美人説と同様、この説には何の根拠もない。

## 平成期・名古屋嬢の登場
平成期になって名古屋嬢の登場は、マスコミの論調を、明治、大正、昭和初期の名古屋美人に対する絶賛の時代に戻している。「気がつけば美女はみ〜んな名古屋生まれ」、などだが、ある地域を絶賛したり中傷したりするマスコミの態度を、井上章一は分析している。